# Uwe-Jens Nissen
Uwe-Jens Nissen (* 26. Januar 1919 in Uelzen; † 27. November 1991 in Wolfsburg) war ein deutscher Arzt und Politiker (SPD).

## Familie

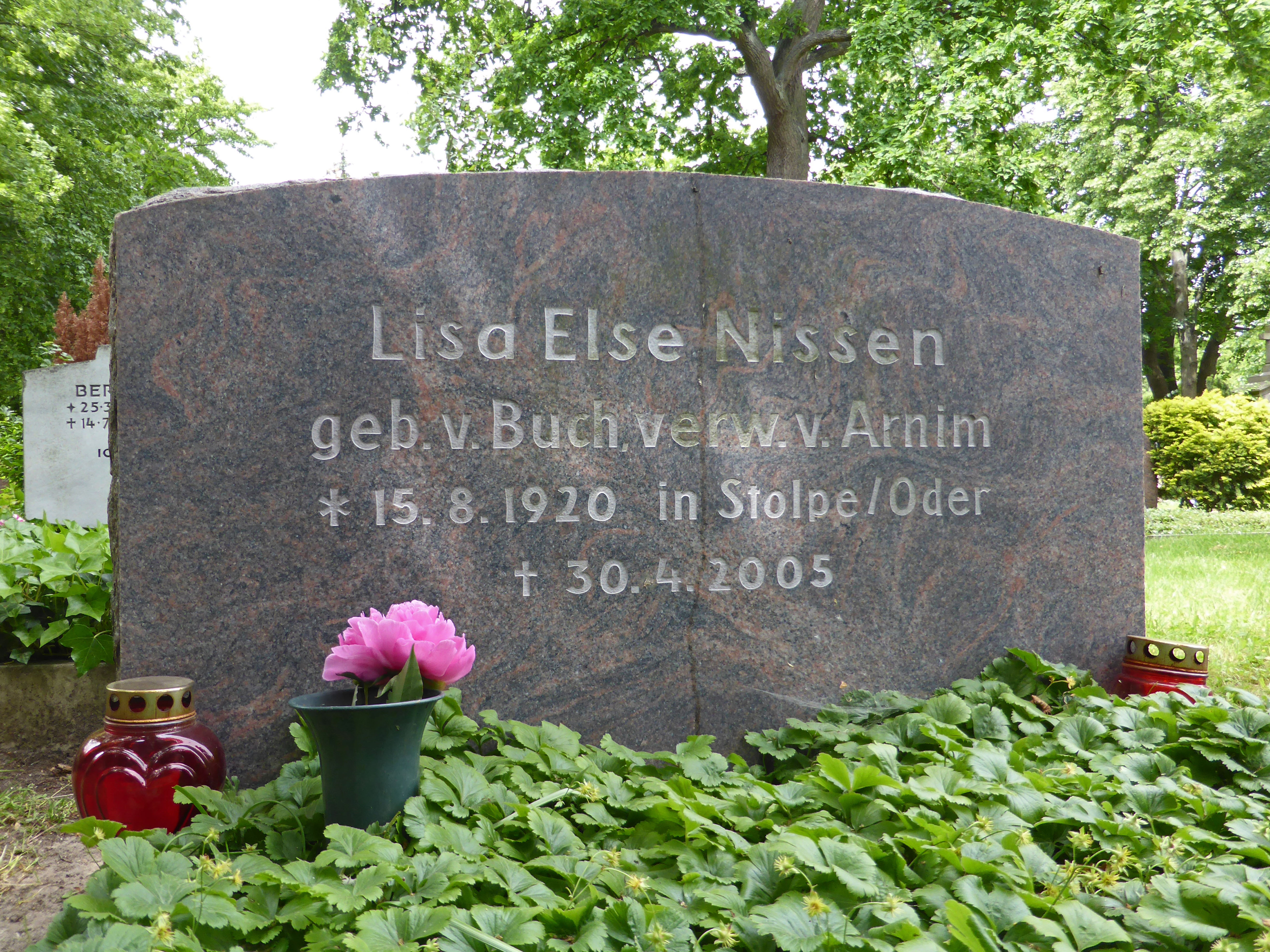
Grabstein seiner Frau

Nissen heiratete am 29. März 1951 in Wolfsburg Else Lisa geb. von Buch, verwitwete von Arnim (* 15. August 1920 in Stolpe (Oder), † 30. April 2005, bestattet in Wolfsburg-Rothenfelde), eine Tochter von Johann Siegfried von Buch-Stolpe (1881–1961) und Vera geb. Freiin von Kottwitz aus Cossar (1883–1964).

## Leben und Beruf
Nach dem Schulbesuch in Hamburg und dem Abitur 1938 in Berlin nahm Nissen seit 1939 als Soldat am Zweiten Weltkrieg teil, aus dem er als Schwerkriegsbeschädigter zurückkehrte. Anschließend nahm er ein Studium der Medizin an der Universität Berlin auf, das er 1945 mit dem medizinischen Staatsexamen und 1949 mit der Promotion zum Dr. med. beendete.
Nissen war 1945/46 als Arzt in der internationalen Flüchtlingshilfe tätig. Anschließend arbeitete er hauptberuflich als Werksarzt bei der Volkswagen AG in Wolfsburg. Daneben beteiligte er sich an der Gründung der Werksärztlichen Arbeitsgemeinschaft in Niedersachsen. Später unterhielt er im Wolfsburger Stadtteil Laagberg (Schlesierweg 22a) eine eigene allgemeinmedizinische Praxis.

## Partei
Nissen trat 1946 in die SPD ein, war zunächst stellvertretender Vorsitzender und seit 1958 Vorsitzender des SPD-Ortsverbandes Wolfsburg.

## Öffentliche Ämter
Nissen war von 1961 bis zu seiner Mandatsniederlegung am 1. Oktober 1964 Mitglied des Deutschen Bundestages. Im Parlament vertrat er den Wahlkreis Peine – Gifhorn.
Nissen amtierte seit 1955 als Bürgermeister und von 1958 bis 1961 als Oberbürgermeister der Stadt Wolfsburg. Von diesem Amt trat er aufgrund des Vorwurfs der passiven Bestechung zwei Tage nach der Wahl zum Bundestagsabgeordneten zurück.